# Paulikiáni

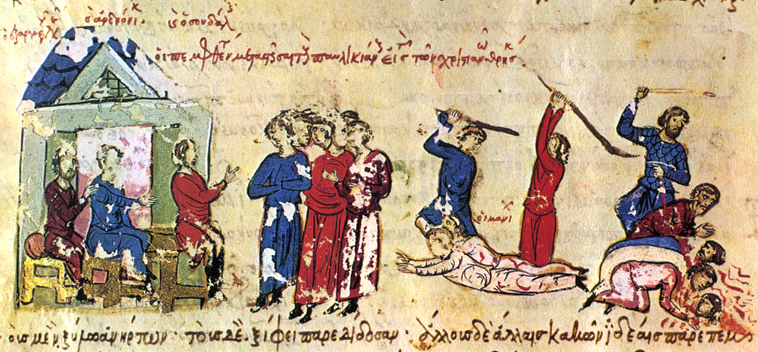
Masakr paulikiánů na rozkaz císařovny Theodory mezi lety 843 až 844, kronika Jana Skylitzese

Paulikiáni byli nekonformním křesťanským hnutím působícím zejména v 8. a 9. století v Byzantské říši. Jeho příslušníci se považovali za následovníky apoštola Pavla. Po většinu svých dějin byli považováni za heretiky.

## Původ
Paulikiánské hnutí se šířilo od 7. století z Arménie a od 8. století do východních themat Byzantské říše. Jeho učení mělo silně dualistické a gnostické rysy, pro které byli současníky často označováni za manichejce, a kombinovalo v sobě prvky zoroastrismu a křesťanství, z něhož přebíralo evangelium a listy sv. Pavla. Vycházeli spíše než z učení manichejců z učení sekty markionovců a jejich dualismus spočíval v tom, že hlásali základní protiklad mezi Bohem a vládcem tohoto světa, kteří spolu vedou věčný zápas. Odmítali četné církevní instituce, až už to byla církevní hierarchie s biskupem v čele či některé základní prvky církevní praxe, svátosti apod.

## Rozšíření

Rozšiřování bogomilství mezi 10. a 15. stoletím a jeho vliv

Na byzantském území se hnutí paulikiánů výrazněji rozšířilo během 8. století, tedy v době ikonoklasmu. Byla to situace pro paulikiány celkem příznivá, protože jejich odpor k některým vnějším projevům církve jako k svatým obrazům, tak zejména vůči mnichům, se v mnoha ohledech blížil oficiálnímu postoji státní moci, a tak se sekta těšila poměrně značnému klidu. To se však změnilo na začátku devátého století.

## Pronásledování
Michael I. Rangabe znovu uvedl v platnost zákony namířené proti manichejcům, za něž byli paulikiáni pokládáni, a od vlády císaře Theofila byli v pozdějších letech vystavováni pronásledování, které nabylo zvláštní intenzity a krutosti za regentské vlády císařovny Theodory II. Aby unikli persekuci, uchylovali se často na arabské území, kde si se svolením melitenského emíra založili vlastní poloautonomní panství se sídlem v Tefrike. V 9. století vedli paulikiáni ve spojení s Araby ozbrojený boj proti byzantským císařům. Při byzantské ofenzívě začátkem šedesátých let utrpěli těžké ztráty a roku 863 zahynul sám jejich vůdce Karbeas. Na jeho místo však nastoupil Chrysocheiros, který usiloval založit vlastní državu. Chrysocheirovi se podařilo po zavraždění byzantského císaře Michaela III., které mělo za následek vojenské oslabení Byzance, dosáhnout během vojenského tažení západního pobřeží Malé Asie. Nový císař Basileios I. se pokoušel s Chrysocheirem vyjednávat, ale ten vyžadoval odstoupení celé Malé Asie, což císař odmítl. Nato se Basileios roku 871 vypravil proti paulikiánům, ale byl pod hradbami Tefrike poražen. Teprve o rok později se byzantskému vojevůdce Christoforovi podařilo zasadit paulikiánům zničující úder. Množství jich padlo, ještě větší počet byl zajat. V boji zahynul i Chrysocheiros. Silný úder paulikiánskému hnutí představovalo zemětřesení, které zničilo podstatnou část Tefrike. Zbylí paulikiáni byli násilím hromadně obraceni na ortodoxní víru, velké množství jich bylo přesídleno na byzantské území. Obrácení paulikiánští bojovníci byli zařazeni do byzantských oddílů a posláni na západ, kde jen o málo později pomáhali dobývat pro Byzantince jižní Itálii od svých bývalých arabských spojenců.

## Obrození v Thrákii
V roce 970 nechal císař Jan I. Tzimiskes převézt 200 000 paulikiánů na byzantské území u města Philippopolis v Thrákii, protože mu přislíbili, že zadrží „Skyty“ (ve skutečnosti Bulhary). Současně jim udělil toleranci, že mohou nerušeně praktikovat svou víru. Tak se podařilo na západě sektu oživit. Ukázalo se, že politika přesunu paulikiánů na západ nebyla pro Byzantince výhodná, protože přinesla balkánské hranici říše jen omezené ekonomické a vojenské výhody. Sekta se neasimilovala s ortodoxním římským a bulharským obyvatelstvem a naopak se jí údajně podařilo obrátit na svoji víru mnoho stávajících obyvatel Thrákie. Podle Anny Komnenovny bylo Philippopolis a jeho okolí na konci 11. století zcela osídleno paulikiány a připojovaly se k nim nové skupiny arménských přistěhovalců.
Podle Annales Barenses sloužilo při tažení proti Normanovi Robertu Guiscardovi v roce 1081 v armádě císaře Alexia I. několik tisíc paulikiánů, ale následně dezertovali a byli uvězněni. Císařova dcera Anna ve své Alexiadě uvádí, že Alexios I. dokázal obrátit mnoho sektářů z okolí Philippopole na křesťanskou ortodoxii a pro konvertity vybudoval nové město Alexiopolis. Během první křížové výpravy bojovali někteří paulikiáni, nazývaní publicani, v muslimských armádách; na druhé straně se uvádí, že také pomáhali křižákům. Když Fridrich Barbarossa procházel během třetí křížové výpravy poblíž Philippopole, paulikiáni ho na rozdíl od Řeků vítali jako osvoboditele.
V roce 1205 paulikiáni podpořili druhou bulharskou říši při dobývání Philippopole carem Kalojanem. Po pádu Bulharské říše a dobytí Thrákie Osmanskou říší konvertovali někteří Bulhaři a paulikiáni k islámu a stali se z nich Pomaci. Paulikiáni, kteří zůstali u své původní víry, mezi 16. a 17. stoletím konvertovali k římskému katolicismu. Na konci 17. století žili tito římskokatoličtí potomci paulikiánů v okolí Nikopole u Dunaje a trpěli náboženským pronásledováním ze strany Osmanů. Po Čiprovském povstání v roce 1688 uprchli přes Dunaj a usadili se v oblasti Banátu a jsou známi jako banátští Bulhaři. Po osvobození Bulharska od osmanské nadvlády v roce 1878 se řada těchto banátských Bulharů přestěhovala do severního Bulharska.

## Věrouka
O paulikiánské věrouce existuje jen málo pramenů a o povaze jejich víry se vedou spory. Paulikiáni se sami prohlašovali za křesťany, ale jejich odpůrci je označovali za židy, muslimy nebo manichejce. Šlo spíše o pejorativní označení, která byla míněna jako urážky, než o přesný odraz jejich víry. Méně zaujatým zdrojem je spis Petra Sikeliota Dějiny paulikiánské hereze, ve kterém se dochovalo několik paulikiánských textů představujících dopisy připisované Sergiovi-Tychikovi a také popis jejich dějin, patrně přepracovaný samotnými paulikiány. Dalším zdrojem je rukopis Klíč pravdy datovaný do konce 18. století, identifikovaný arménskými církevními autoritami v roce 1837; do angličtiny ho přeložil orientalista Frederick Conybeare a v roce 1898 ho vydal. Rukopis je považován za příručku středověké paulikiánské nebo tondrakiánské církve v Arménii, ale existují pochyby, že text byl ovlivněn činností protestantských misionářů, kteří v době jeho sepsání v Arménii působili.
Někteří učenci tvrdí, že paulikiánský systém víry byl dualistický, tedy kosmologický systém dvojice  protichůdných božstev – Zlého demiurga, který je tvůrcem a pánem současného viditelného světa, a Dobrého Ducha, který je bohem budoucího světa. Dualistické kosmologie byly vyznávány blízkovýchodní manichejskou vírou a raně křesťanskými sektami, jako byli markionité, a identifikace paulikiánů s dualismem vedla k tomu, že byli kritiky a učenci tradičně označováni jako manichejci a markionité. Později, v 18. století, byla identifikaci paulikiánů jako manichejců kritizována, protože se od nich paulikiáni odlišovali v několika bodech, zejména odmítali doktrínu proroka Máního, přestože se připouštělo, že  obě sekty byly dualistické. Toto tvrzení bylo v polovině 19. století obecně akceptováno s tím, že jde o dualistickou gnostickou doktrínu s podstatnými prvky raného křesťanství, které jsou nejblíže markionismu. Také se usuzovalo, že se sekta vyvinula z markionismu reformovaného směrem k protoortodoxnímu ranému křesťanství, aniž by opustila gnosticismus. Na druhé straně byl dualismus paulikiánů relativizován tvrzením, že „paulikiáni nejsou dualisté v žádném jiném smyslu, než že Nový zákon sám o sobě je dualistický. Satan je prostě protivník člověka a Boha.“ Tomu nasvědčují i zprávy katolických misionářů působících mezi zbývajícími paulikiány na Balkáně v 16. – 18. století, které se o dualistické víře nezmiňují.
Názory na vztah paulikiánů k Ježíši se také liší. Podle Klíče pravdy byla víra paulikánů netrinitární tedy, že Ježíš nebyl věčný, rovný Bohu Otci a s ním a spolu s Duchem svatým nedělitelně spojený v jedné bytosti, a doketská tedy, že Ježíš se pouze zdál být člověkem a že jeho lidská podoba je iluzí. V komentáři Klíči pravdy dospěl Frederick Conybeare k závěru, že „slovo Trojice není nikde použito a bylo téměř jistě odmítnuto jako nebiblické“ a že paulikiáni věřili, že Kristus sestoupil z nebe, aby osvobodil lidi od těla a od světa. Dále tvrdil, že hnutí bylo spíše raným adoptivním křesťanstvím přežívajícím v Arménii než dualistickou nebo gnostickou sektou. Podobnou víru vyznávali ariáni a mnoho raně křesťanských sekt, jako byli adopcionisté, což vedlo k tomu, že paulikiáni byli někdy označováni za ariány nebo adopcionisty. Tato skutečnost byla součástí širšího, tehdy skepticky přijímaného argumentu, že adopcionismus představuje původní formu křesťanství, která byla následně potlačena katolickou církví. Ve prospěch spojení s adopcionismem hovoří četné řecké i arménské prameny a lze z nich dovodit, že pauliciánství rozvinulo rysy doketismu a dualismu nezávisle. Naproti tomu se v Klíči pravdy nalézají argumenty, že arménská sekta, která ho vydala, sice byla netrinitářská, ale neměla adopcionistickou christologii, jak dokazují tvrzení o narození z panny ve 23. kapitole, stejně jako použití slova „jednorozený“ v kapitolách 2, 17, 21 a 22.
Byzantští učenci tvrdili, že paulikiáni používají jiný kánon posvátných textů než ortodoxní křesťanská bible – čtyři evangelia (zejména Lukáše); čtrnáct Pavlových epištol; tři Janovy epištoly; list Jakubův a Judův a Laodikejským, o němž tvrdili, že ho vlastní. Podle byzantského výkladu paulikiáni odmítali První list Petrův a celý Tanach, známý také jako hebrejská bible nebo Starý zákon. Také se o nich tvrdí, že stejně jako nestoriáni odmítali uctívání Marie včetně titulu Theotokos (Matka Boží). Podle zpráv katolických misionářů o thráckých paulikánech z raného novověku, byli paulikiáni obrazoborci, odmítali uctívání obrazů a kříže, při křtu používali spíše oheň než vodu a měli relativně jednoduché pojetí kněžství. Praxi křtu ohněm u paulikiánů v onom regionu před jejich konverzí ke katolicismu potvrzuje i tehdejší anglický diplomat Paul Rycaut. Naproti tomu v díle Klíč pravdy jsou přijímány Starý zákon, křest, pokání a eucharistie. Místa uctívání sekty se zřejmě nazývala „místa modlitby“ a byly to malé místnosti ve skromných domech; paulikiáni navzdory svým potenciálním asketickým sklonům nedělali rozdíly v jídle a praktikovali manželství. Kvůli údajnému obrazoborectví, odmítání křesťanského kříže, obřadům, svátostem, bohoslužbě a hierarchii ustanovené církve považoval Edward Gibbon paulikiány za „důstojné předchůdce reformace“. Někteří historici z protestantského prostředí je považují za protoprotestanty.